# Николай из Флюэ
Николай (Никлаус) из Флюэ (нем. Niklaus von Flüe; 1417, Обвальден — 21 марта 1487, Заксельн, Обвальден) — швейцарский отшельник, аскет и мистик, святой (с 1947) патрон-покровитель Швейцарии.

## Биография
Николай из Флюэ родился в крестьянской семье. В 1440—1444 годах он офицером участвовал в Старой Цюрихской войне. После её окончания Николай женился на Доротее Висс, с которой родил десятерых детей. Он был состоятельным крестьянином, входил в Совет кантона Швиц и исполнял должность судьи в своей общине. В 1467 году, когда его старший сын стал уже совершеннолетним и мог содержать семью, Николай, с согласия своей жены, покинул их дом и стал эремитом-отшельником. Сперва Никлаус совершил паломничество на северо-запад, вдоль верхнего течения Рейна, однако в районе Листаля его посетило святое видение, и отшельник вернулся в ущелье Ранфт, где поселился и вёл аскетический образ жизни, всего в часе пути от своего родного дома. Современники изображали Никлауса худым, измождённым и бородатым, с посохом в руке и чётками Bätti в руке (от нем. beten — молиться), состоящими из шнура с нанизанными на него 50 камешками.

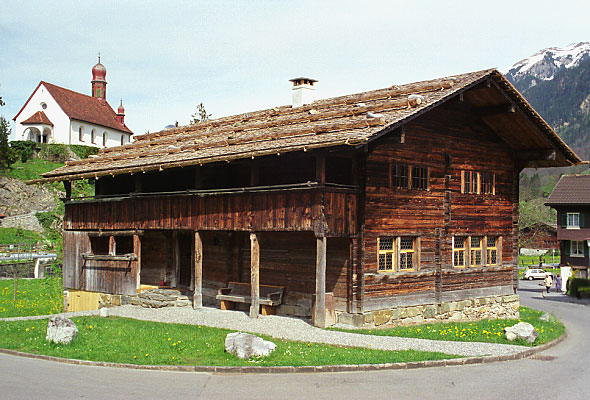
Дом, в котором родился Никлас из Флюэ

Брат Клаус, как называли его местные крестьяне, проводил своё время в длительных молениях и благочестивых размышлениях, в первую очередь о муках и мученичестве Христа. Его постоянно посещали различного рода мистические видения; первые из них, по утверждению Никлауса, он видел ещё во чреве матери, до своего рождения. Другим святым подвигом отшельника были его голодания, так как кроме евхаристии он в течение последних 19 лет своей жизни не принимал никакой пищи. Жажду же Николай из Флюэ утолял лишь чистой водой из родника. Всё это было подтверждено учреждённой местным епископом комиссией. Многие из детей и потомков «брата Клауса» позднее занимали важные посты и стали известными личностями в швейцарской истории.
Никлаус из Флюэ занимался также политикой, будучи советником некоторых европейских правителей XV столетия. Так, его посещал специальный представитель миланского герцога Лодовико Сфорца и вёл с Никлаусом долгие политические беседы, после которых герцог письменно благодарил эремита. Важную роль он также сыграл в так называемом Станском соглашении, когда в 1481 году начался раздор между городами Люцерн, Цюрих и Берн с одной стороны, и сельскими кантонами Ури, Швиц, Унтервальден, Гларус и Цуг — с другой. Разногласия зашли так далеко, что ожидался скорый развал Конфедерации. В ночь на 22 декабря станский пастор посетил брата Клауса, и долго беседовал с ним. Получив нужный совет, пастор вернулся в Станс, собрал враждующих представителей городов и общин и изложил решение, доверенное ему Никлаусом. После двухчасовых переговоров обе стороны пришли к соглашению и выработали новый «союзный договор», к которому присоедились кантоны Фрибур и Золотурн. Одним из главных руководящих принципов брата Клауса в отношении швейцарской политики были: держаться подальше от интересов крупных держав и не впутываться в чужие дела.

## Канонизация

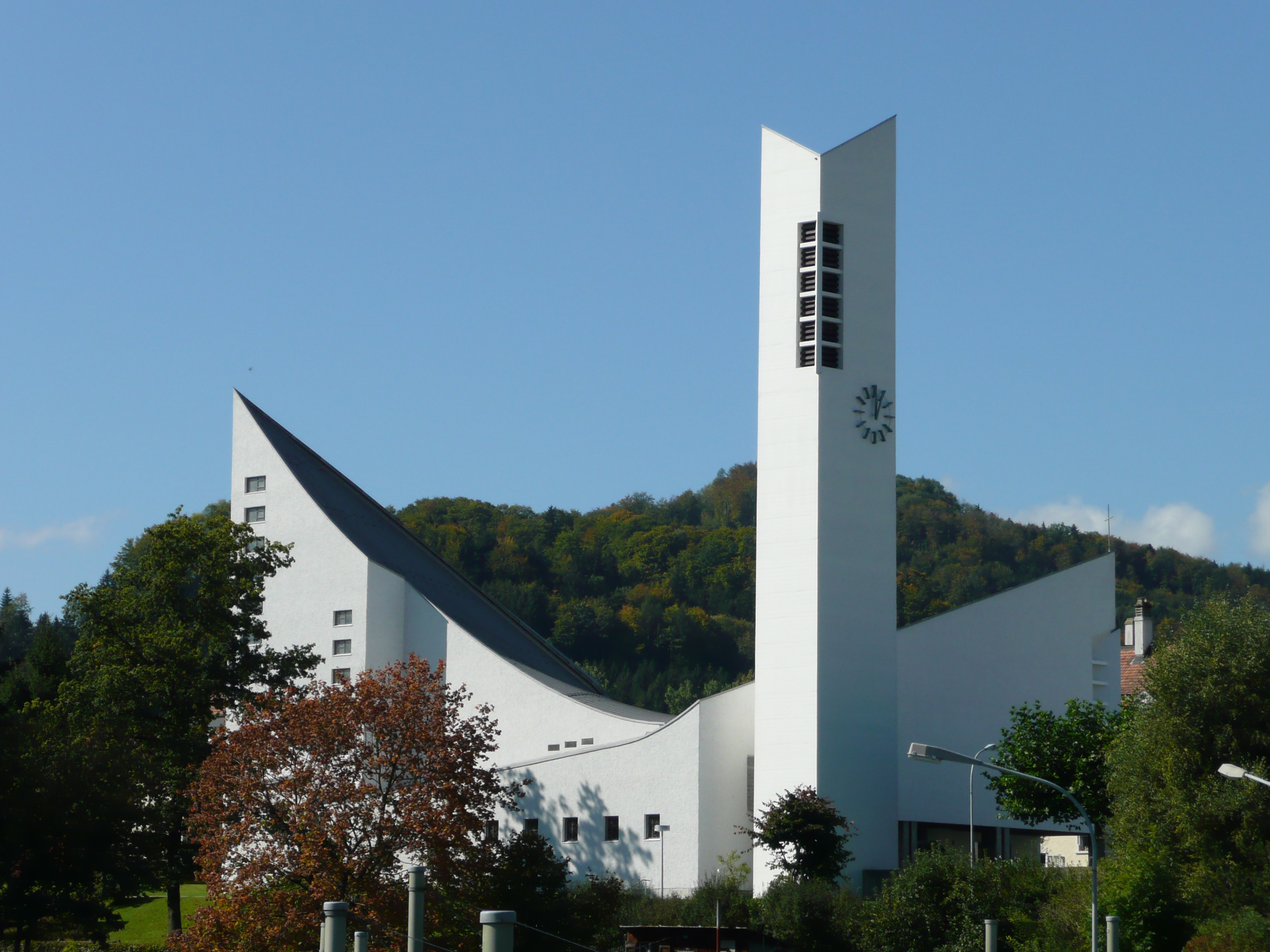
Церковь брата Клауса в Санкт-Галлене

Вскоре после смерти брата Клауса его могила и скит стали местом паломничества, одним из важнейших в Швейцарии. В 1488 году швейцарский историк-гуманист профессор Фрайбургского университета Генрих Гундельфинген, лично встречавшийся с подвижником, составил его житие, рукопись которого была обнаружена лишь в 1591 году в г. Заксельне, после чего скопирована, а затем утеряна вновь, и лишь в 1932 году была окончательно найдена в Болонье.
В 1669 году Никлаус был причислен к числу блаженных, а 15 мая 1947 года — святых. Так как день его смерти (21 марта) совпал с празднованием дня патрона Европы, св. Бенедикта Нурсийского, папой Пием XII был определён день св. Никлауса 25 сентября. Брат Клаус считается святым патроном-защитником кантона Обвальден и всей Швейцарии.

## Рецепция
Николаю из Флюэ посвятил свою одноимённую ораторию Артюр Онеггер, на текст «драматической легенды» Дени де Ружмона. Партитура была закончена в 1939, сценическая премьера состоялась в Невшателе в 1941.